# Costa Concordia
El Costa Concordia fue un crucero de la clase Concordia propiedad de Costa Cruceros, construido en 2006 por Fincantieri en Sestri Ponente, Génova, Italia. El nombre de «Concordia» promovía el deseo de continuar la armonía, unidad y paz entre las naciones europeas, emulando el lema oficial de la Unión Europea: “In varietate concordia”.
Fue el primer buque de la clase Concordia, siendo sus gemelos los Costa Serena, Costa Pacifica, Costa Favolosa, Costa Fascinosa y Carnival Splendor (construido para Carnival Cruise Lines). El Costa Concordia entró en servicio en julio de 2006 y fue entonces el barco más grande construido en Italia, con 114 500 toneladas.
A las 21:42 horas del 13 de enero de 2012, el Costa Concordia naufragó frente a la isla italiana de Giglio, en la región italiana de Toscana en el mar Mediterráneo. Una maniobra arriesgada del capitán Francesco Schettino, que se aproximó en exceso a la isla, provocó que la nave chocara contra unas rocas y abriera una gigantesca vía de agua de 70 metros de longitud a lo largo del casco, que lo llevó a quedar fuertemente escorado, con las graves consecuencias de 32 muertos, y 4197 evacuados. Tras quedar semihundido fue reflotado en el año 2014 y enviado a desguace. Éste se completó en 2017.

## Construcción
Fue encargado el 19 de enero de 2004, quedando registrado como única referencia como el casco número 6122. En el momento de botarlo en Sestri Ponente, Génova, el 2 de septiembre de 2005, era el crucero italiano más grande. Se entregó oficialmente a Costa Cruceros el 30 de junio de 2006.

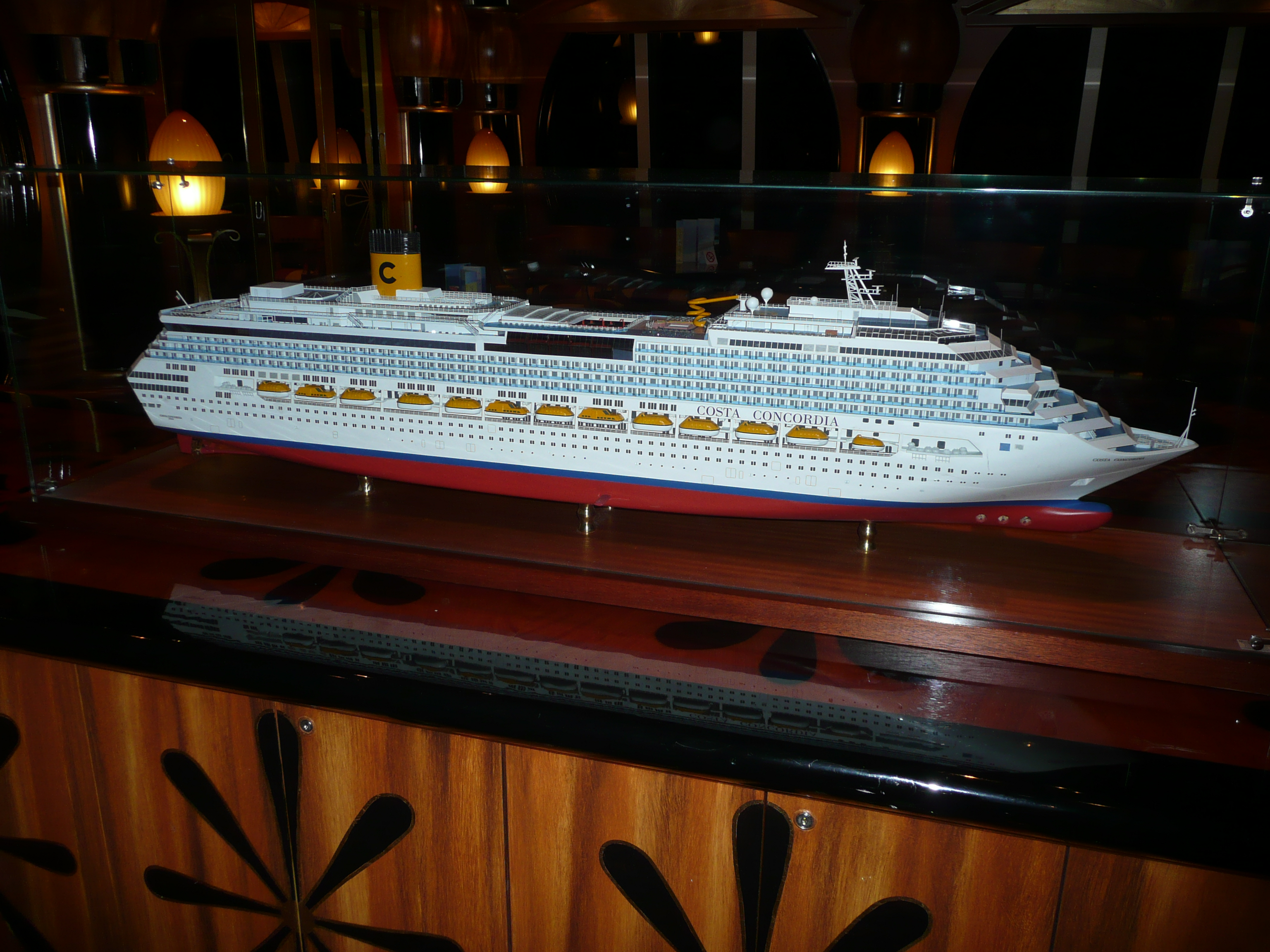
Maqueta del Costa Concordia

## Descripción
El Costa Concordia tenía una eslora de 290,20 m, una manga de 35,50 m y un calado de 8,20 m. Su propulsión corría a cargo de 6 motores diésel Wärtsilä de 75 600 kW, los cuales le permitían alcanzar una velocidad de 19,6 nudos.

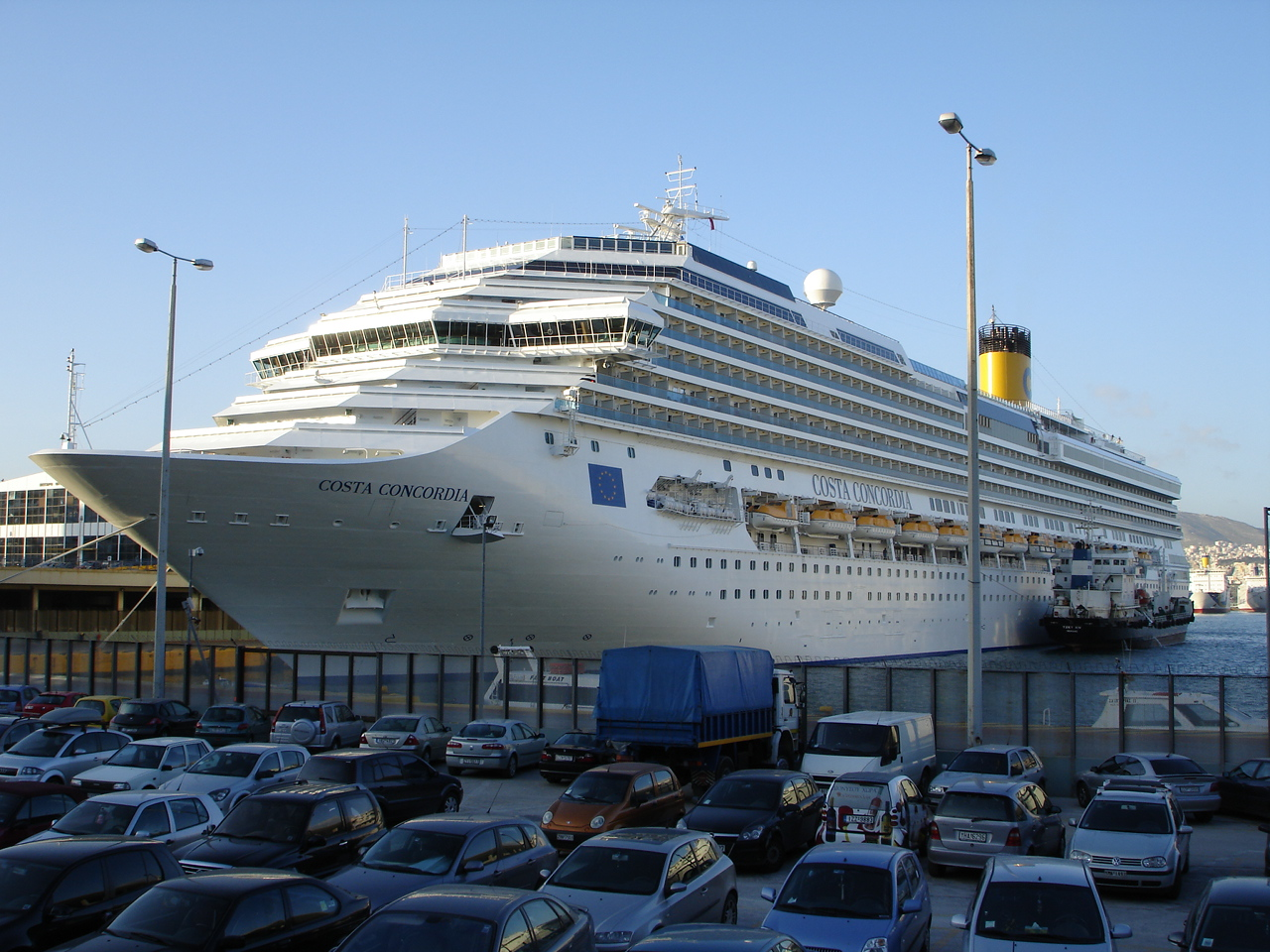
El Costa Concordia en El Pireo, Grecia, en noviembre de 2006, pocos meses después de entrar en servicio.
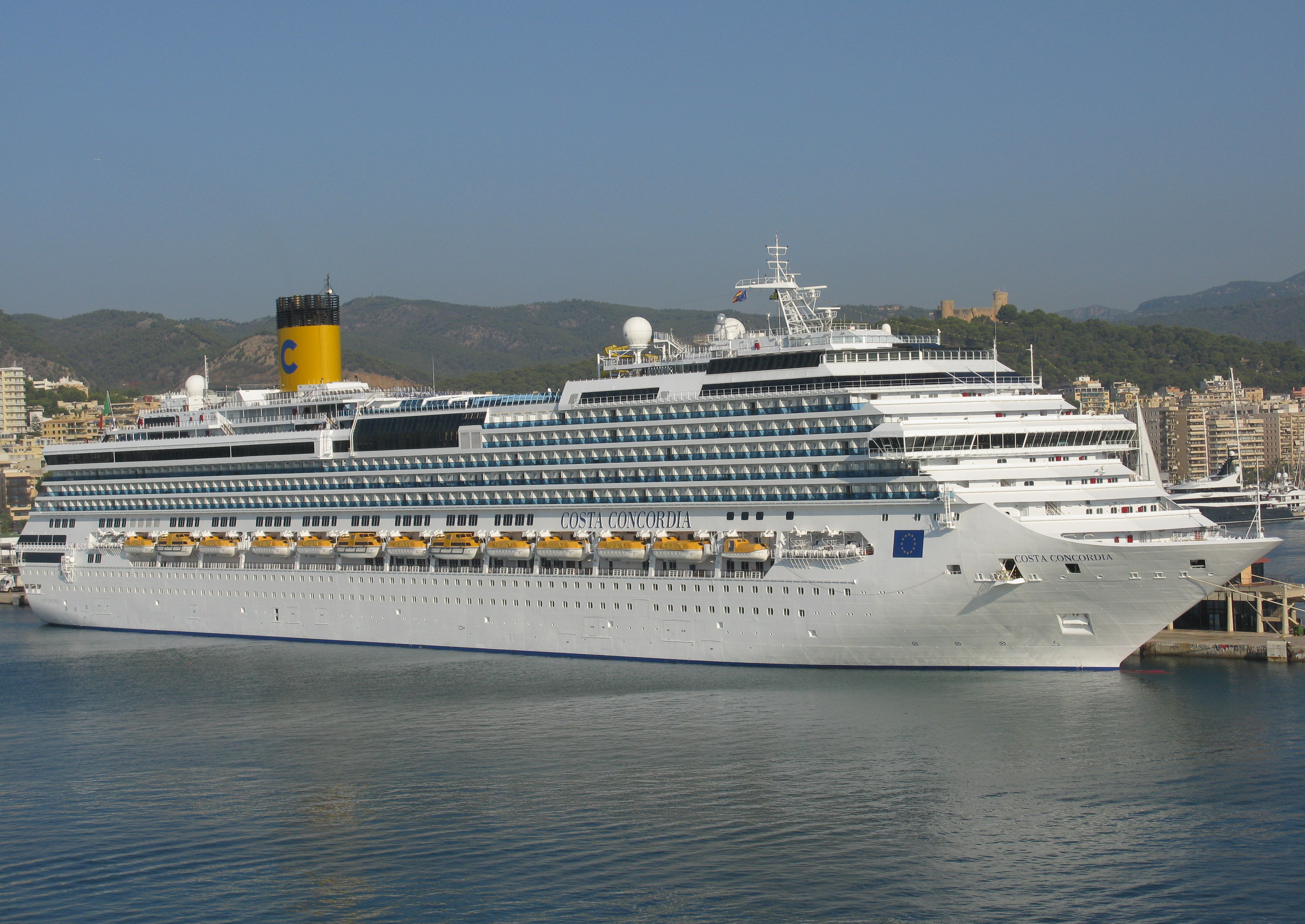
Vista de perfil del Costa Concordia en Palma de Mallorca en septiembre de 2011, unos meses antes del accidente.
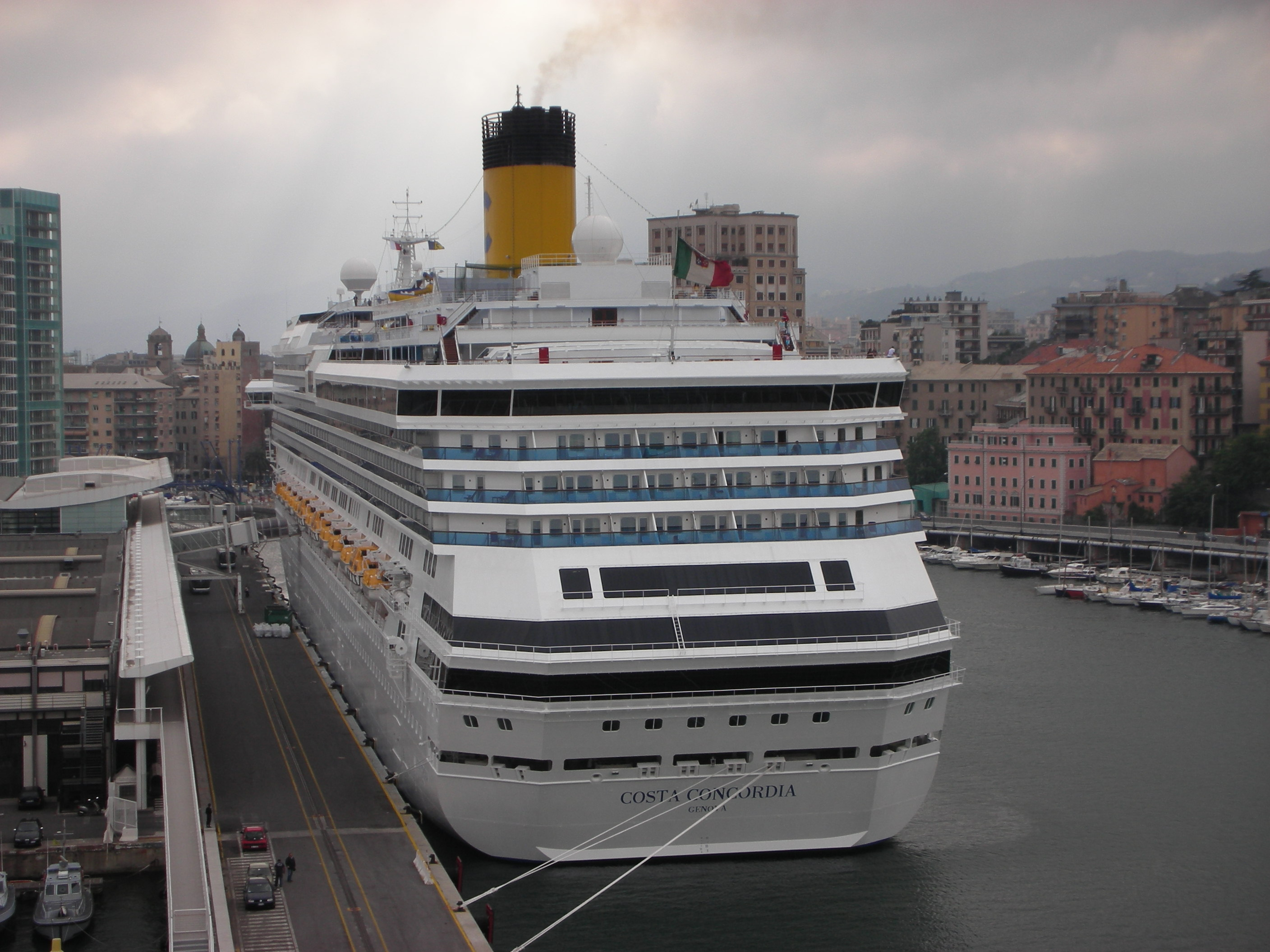
Vista trasera del Costa Concordia en 2007

## Capacidades
El Costa Concordia disponía de 1500 camarotes, de las cuales 505 contaban con terrazas privadas y 55 con acceso directo al Samsara Spa; 58 suites tenían terraza privada y 12 acceso directo al spa. 
El Costa Concordia disponía de una de las mayores áreas de ejercicio embarcadas, el Samsara Spa, un centro de fitness de dos pisos y convert de 6000 m², con gimnasio, piscina de talasoterapia, sauna, baño turco y solárium. El buque constaba de cuatro piscinas, dos con cubierta retráctil, cinco jacuzzis, cinco spas y una pantalla junto a la piscina de la terraza.
Tenía cinco restaurantes a bordo; el Club Concordia y el Samsara, solo aceptaban reservas para el almuerzo. Disponía de trece bares, incluido el cigar and cognac bar y el coffee and chocolate bar.
Las opciones de entretenimiento incluían un teatro de tres pisos, casino y discoteca. Había un área para niños equipada con productos PlayStation. El buque disponía de un simulador de Grand Prix motor racing y cibercafé.

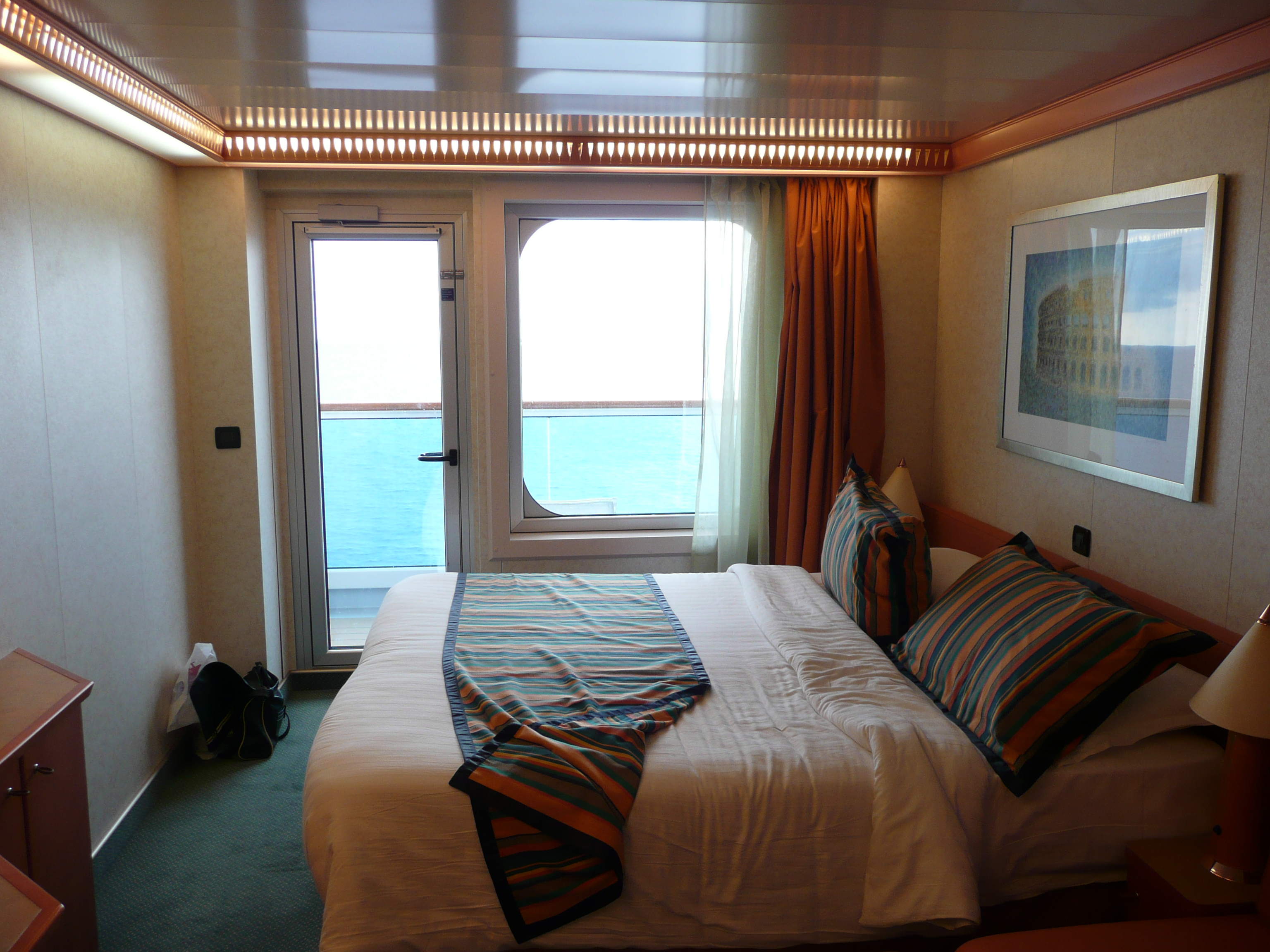
Camarote con balcón del Costa Concordia, año 2008.
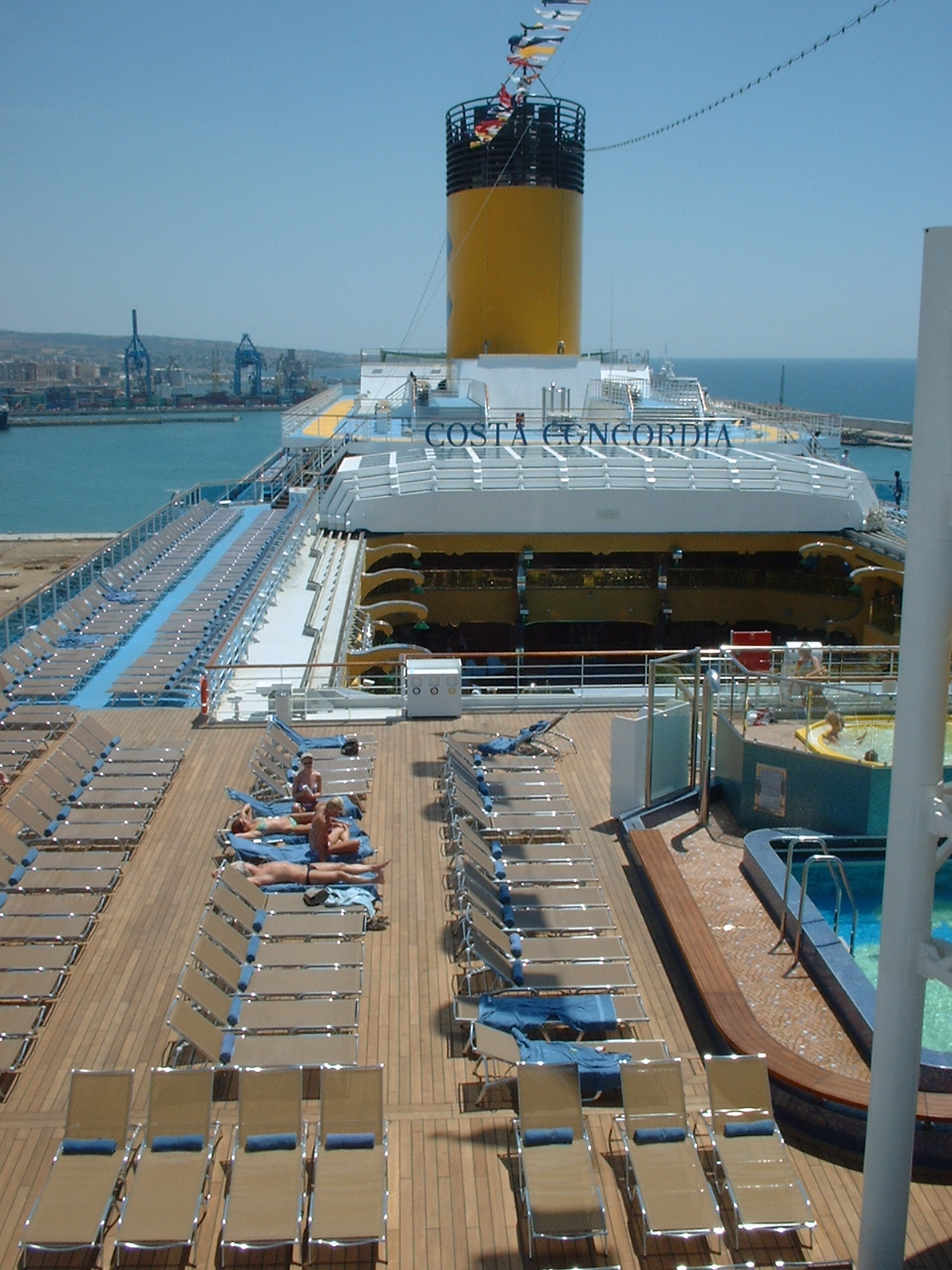
Terraza superior Costa Concordia, año 2006.
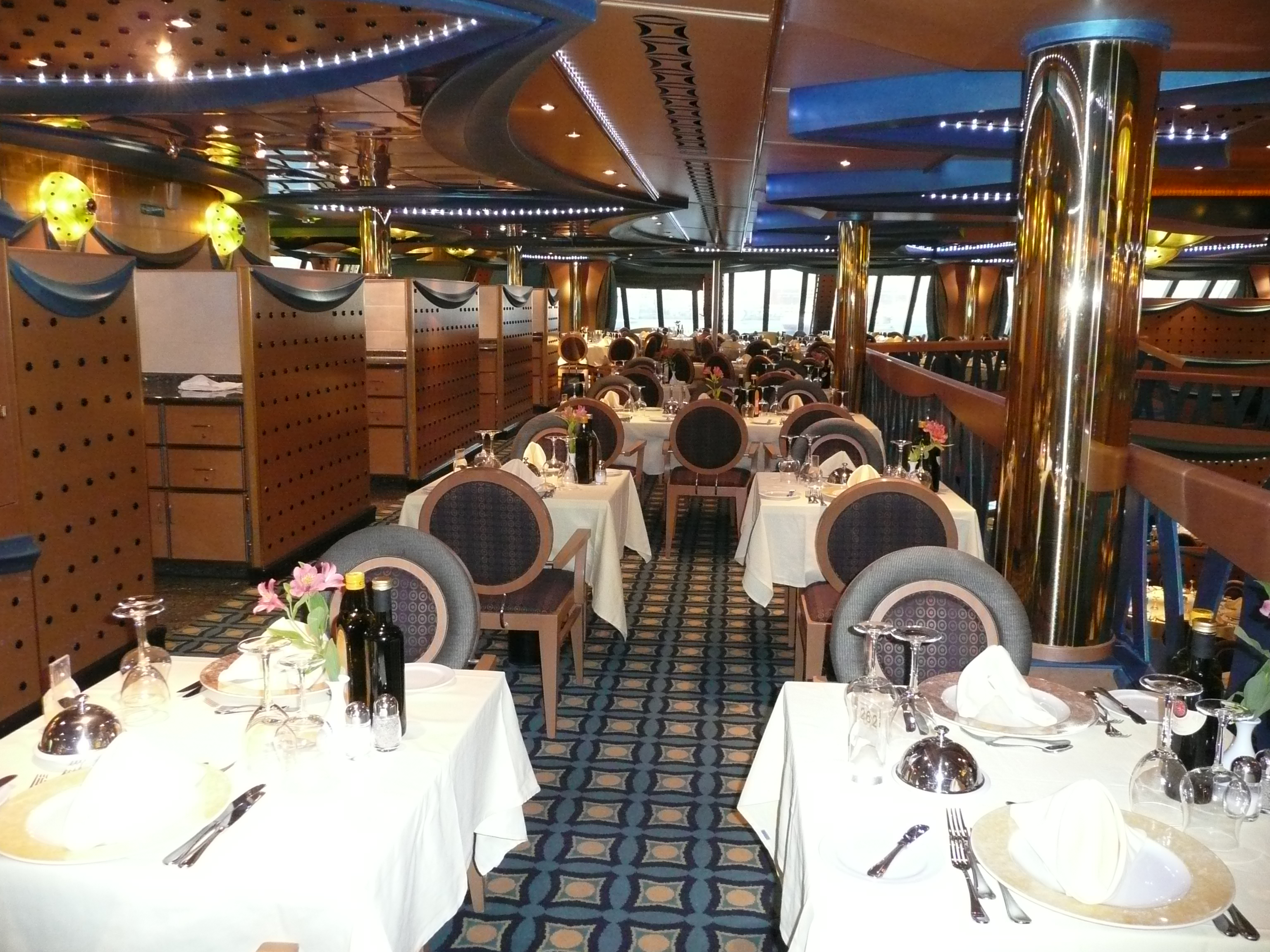
Restaurante Milano del Costa Concordia, año 2008.
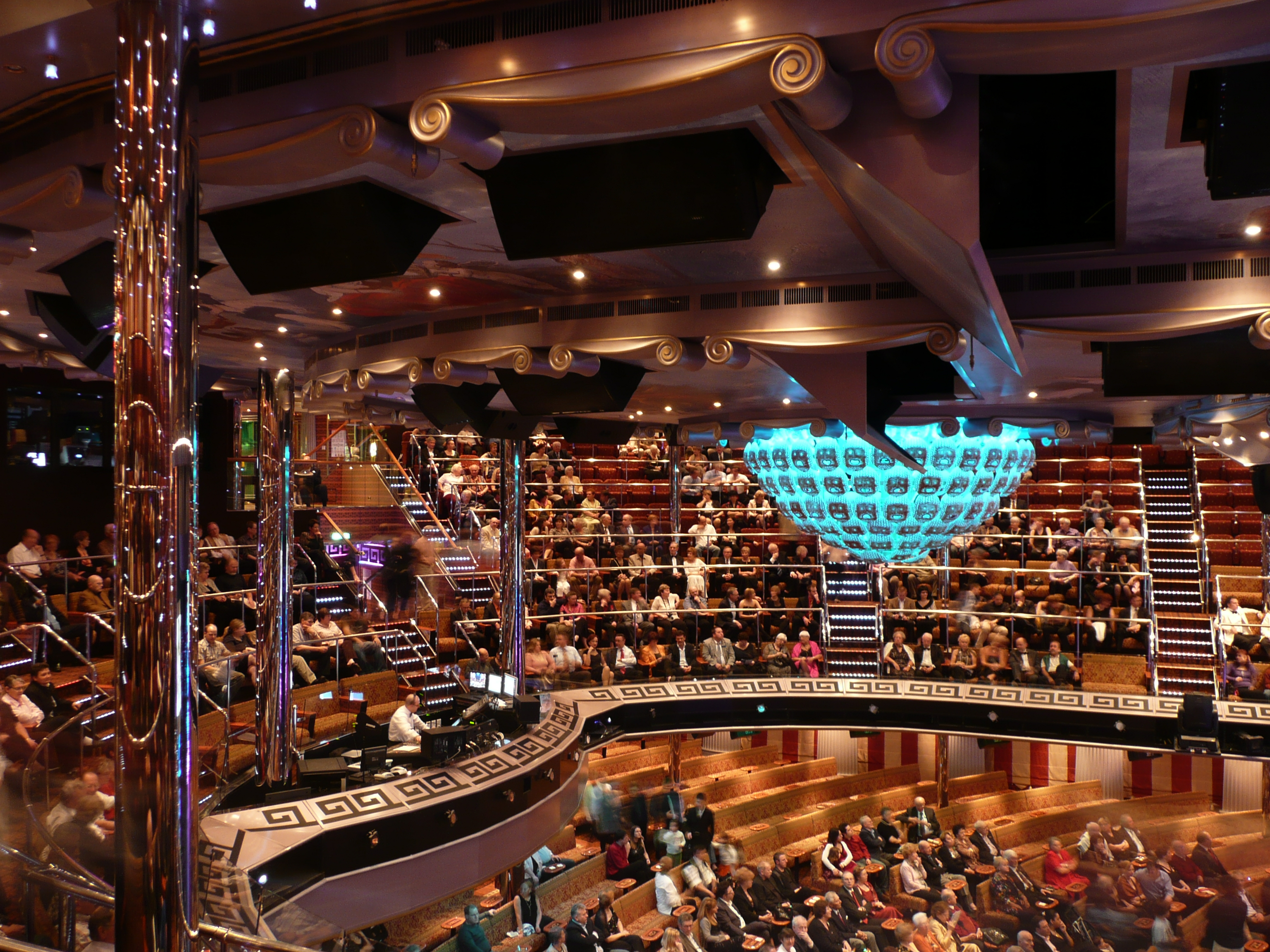
Teatro Atene del Costa Concordia, año 2008.

## Historial operativo

### Incidente de 2008
El 22 de noviembre de 2008 tuvo un accidente en el puerto de Palermo. Mientras se encontraba maniobrando para atracar, una fuerte racha de viento lo hizo golpear contra un muelle flotante amarrado en el puerto, dañándose la banda de estribor del barco. El daño fue reparado parcialmente en aproximadamente 10 horas, pudiendo continuar el crucero. Durante las siguientes escalas se completaron las reparaciones.

### Accidente en el año 2012
A principios de enero del año 2012 el Costa Concordia tenía programado un viaje de una semana por el mar Mediterráneo haciendo escalas en Savona, Marsella, Barcelona, Palma de Mallorca, Cagliari y Palermo.
En la noche del 13 de enero de 2012 el Costa Concordia, con 3.206 pasajeros y 1.023 tripulantes a bordo, navegaba frente a la isla del Giglio cuando el costado de babor del barco chocó contra un arrecife a las 21:42 o 21:45 hora local. El arrecife está cartografiado como un área conocida como Le Scole ('las rocas' en el dialecto local), a unos 800 metros al sur de la entrada al puerto de Giglio Porto, en la costa este de la isla.

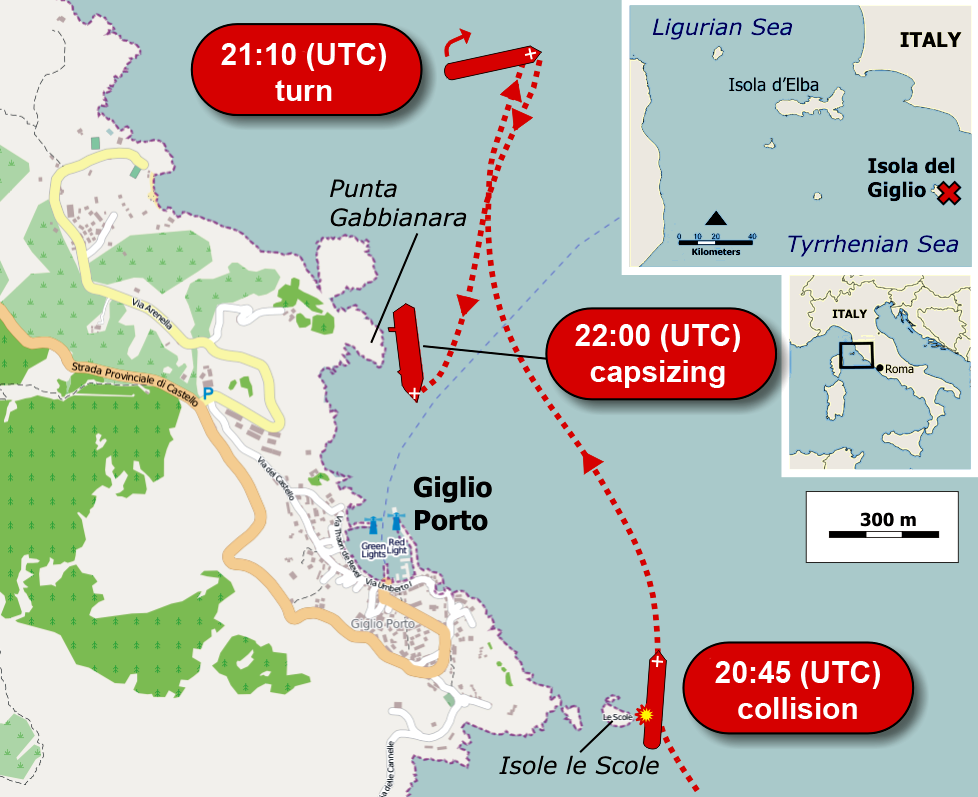
Mapa de la ruta seguida tras la colisión del Costa Concordia (en inglés).

El punto de impacto inicial se encontraba a 8 metros bajo el agua en Scola Piccoia ('pequeña roca'), la roca más expuesta al mar de Le Scole, que abrió un corte de 35 metros en el costado de babor del Costa Concordia debajo de la línea de flotación. El impacto cortó dos largas tiras de acero del casco del barco; estas fueron encontradas más tarde en el fondo del mar a 92 y 96 metros de la isla. Unos minutos después del impacto, el jefe de la sala de máquinas advirtió al capitán del barco, Francesco Schettino, que el casco tenía un desgarro irreparable de 35 metros a través del cual entró agua y sumergió los generadores y motores.
Sin propulsión y sin energía eléctrica de emergencia, el Costa Concordia se movió por inercia y por la configuración de sus timones, y continuó hacia el norte desde Le Scole hasta mucho más allá de Giglio Porto. El capitán Schettino dijo que varios instrumentos no funcionaban. Los informes difieren sobre si el barco se inclinó hacia babor poco después del impacto y cuándo comenzó a inclinarse hacia estribor. A las 22:10, el Costa Concordia giró hacia el sur. El barco se inclinó a estribor, inicialmente unos 20°, y se detuvo a las 22:44 en Punta Gabbianara en unos 20 metros de agua con un ángulo de escora de unos 70°. Schettino atribuyó el encallamiento final del barco en Punta Gabbianara a su propio esfuerzo por maniobrarlo allí; por el contrario, el 3 de febrero, el jefe de la Guardia Costera italiana testificó que el encallamiento final del buque podría no haber estado relacionado con ningún intento de maniobrar el barco y que podría simplemente haber ido a la deriva por los vientos predominantes esa noche. En esta posición se pudo observar una brecha de 48,8 metros (160 pies) en el lado de babor, y una gran roca incrustada en el casco del navío.
El buque permaneció varado y semihundido frente al puerto.
Las pérdidas económicas se calculan en torno a los 93 millones de dólares. El 16 de enero, se asignó a la empresa holandesa SMIT las tareas de extracción del combustible del buque para evitar el derrame. Las tareas comenzaron el 12 de febrero prolongándose la extracción de las 2300 toneladas de combustible durante 32 días.
Se están llevando a cabo todo tipo de especulaciones sobre el capitán que dirigía el buque, Francesco Schettino. Según declaraciones del mismo, se quedó en el buque y salió el último del barco. Investigaciones llevadas a cabo demuestran que abandonó el barco entre los primeros y engañó al comandante del puerto de la isla de Giglio. Actualmente, Schettino fue condenado a 16 años de cárcel y multado a pagar el precio de la duración de su juicio.
La compañía ofreció una indemnización por persona de 14 000 euros (esa cifra comprende 11 000 euros de pérdida de equipaje y daños psicológicos, más 3000 euros para cubrir los gastos de los pasajes del propio crucero). En el caso de 22 turistas españoles, un juez obligó a pagar unos 17.500 euros a cada uno, tomando como referencia las indemnizaciones del naufragio del crucero Sea Diamond en el año 2007.
En cuanto a los pasajeros que sufrieron daños físicos y a las víctimas mortales, una demanda colectiva fue presentada en el estado de Florida, Estados Unidos, en contra de Carnival Corporation & plc, la empresa propietaria de Costa Cruceros. El bufete neoyorquino Proner & Proner, en cabeza del abogado de lesiones personales Mitchell Proner, fue el encargado de representar a más de 800 víctimas del naufragio. Antes de llegar a un enfrentamiento en los tribunales, la compañía y las víctimas firmaron un acuerdo confidencial que cubrió la totalidad de los gastos médicos, ganancias perdidas y otros costos no económicos, como el dolor y sufrimiento y los daños emocionales. 

### Rescate y desguace del buque

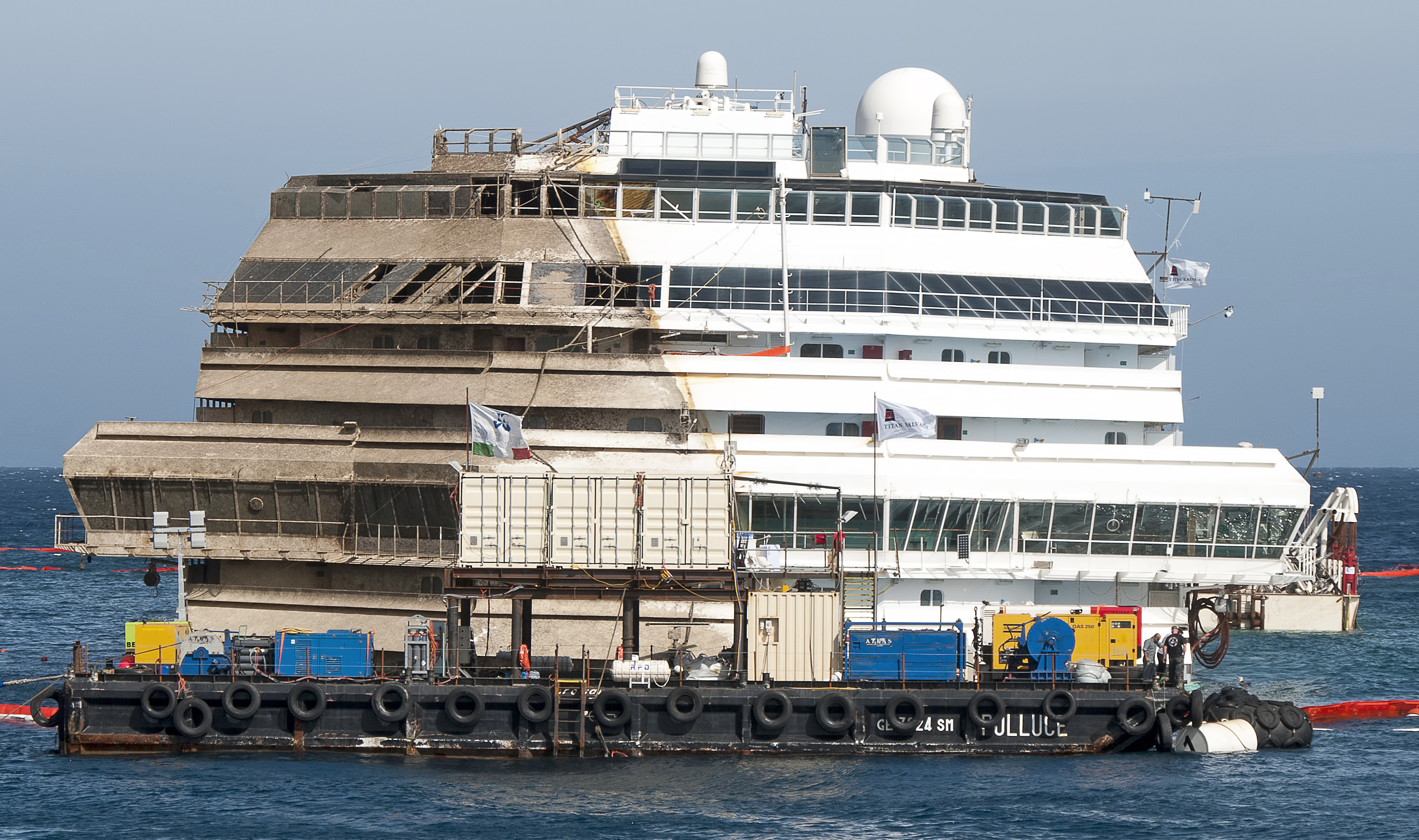
Vista frontal del buque tras ser rotado a la posición vertical. Se aprecia por el deterioro que parte del puente de mando estuvo sumergido.

En mayo de 2012, se anunció el inicio de las operaciones por parte del consorcio italoamericano Titan-Micoperi para reflotar el buque, con un costo total de 236 millones de euros; posteriormente se anunció que el costo de las tareas de reflotación ascenderían a unos 300 millones de euros. En septiembre de 2013 se inició el enderezamiento del buque, aún varado en el lugar del accidente, anunciándose en cualquier caso que permanecería en Giglio hasta la primavera de 2014.
El 17 de septiembre de 2013 el barco fue enderezado y colocado sobre una plataforma apoyada en el lecho marino en un proceso que duró 19 horas. El coste de la operación fue de 600 millones de euros. Se esperaba que el buque pudiese ser totalmente retirado de Giglio en la primera mitad de 2014, pero el plan se salió de fecha y tuvo lugar en la segunda mitad, justamente el miércoles 23 de julio de 2014, a las 11.15 h tras lo cual fue conducido hacia el depósito de chatarra de Génova, en el noroeste de Italia. El casco fue remolcado a través del Canal de Córcega, donde se desguazó por completo en Génova en 2017.

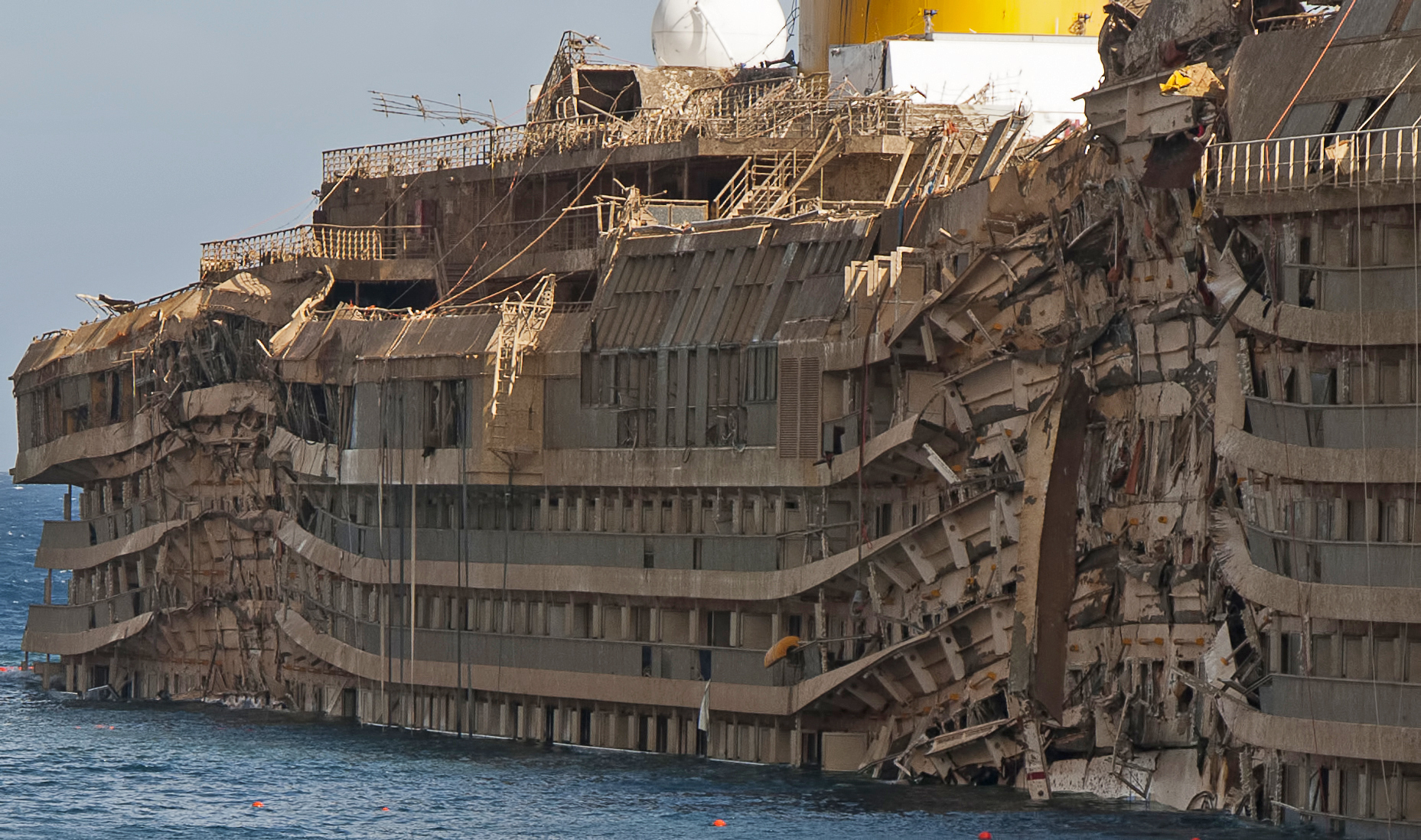
Estado de las cubiertas que estuvieron sumergidas tras el reflote.
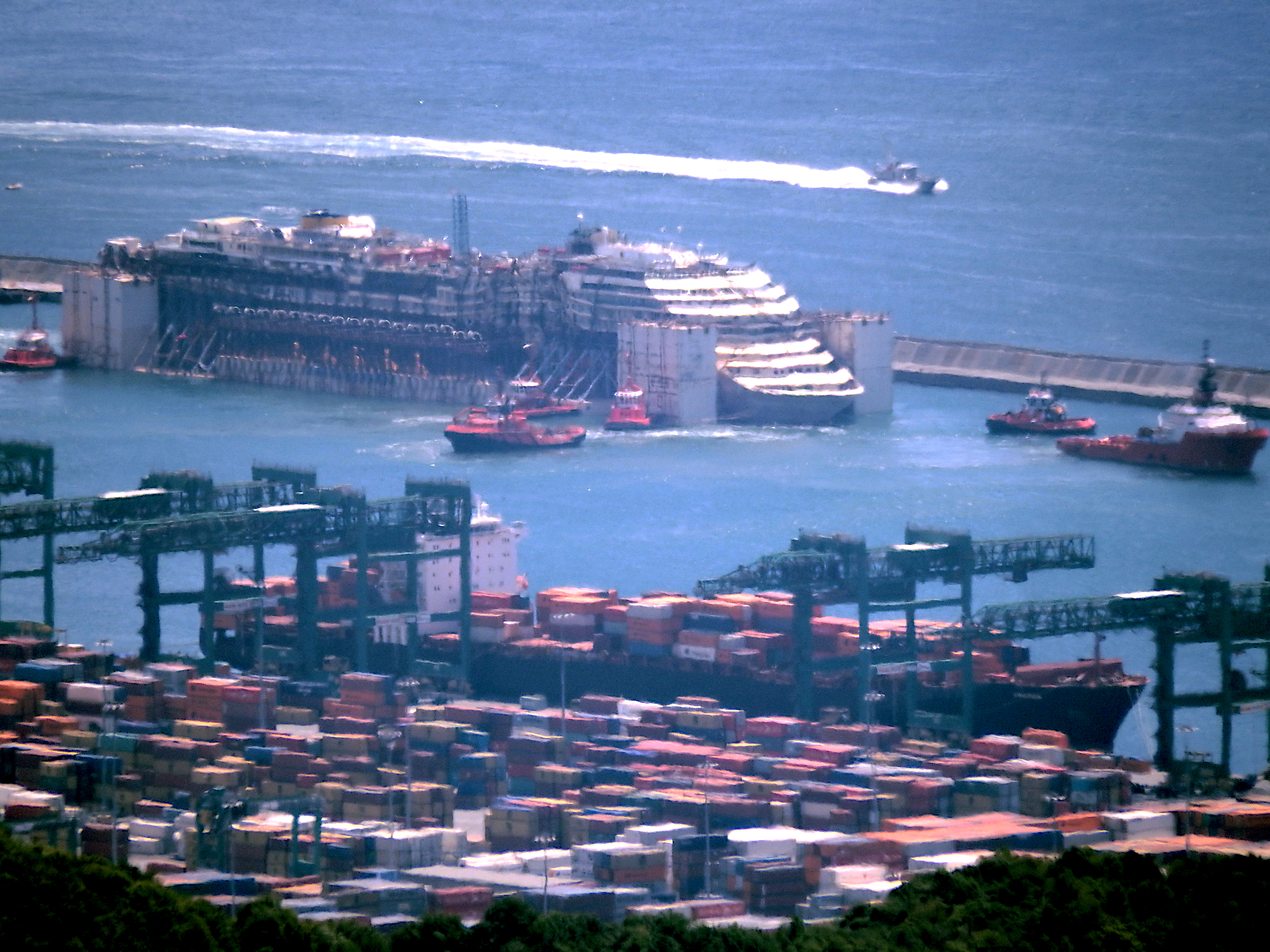
Conclusión de la operación de remolque del pecio del Costa Concordia, filmada desde Forte Geremia, el 27 de julio de 2014.
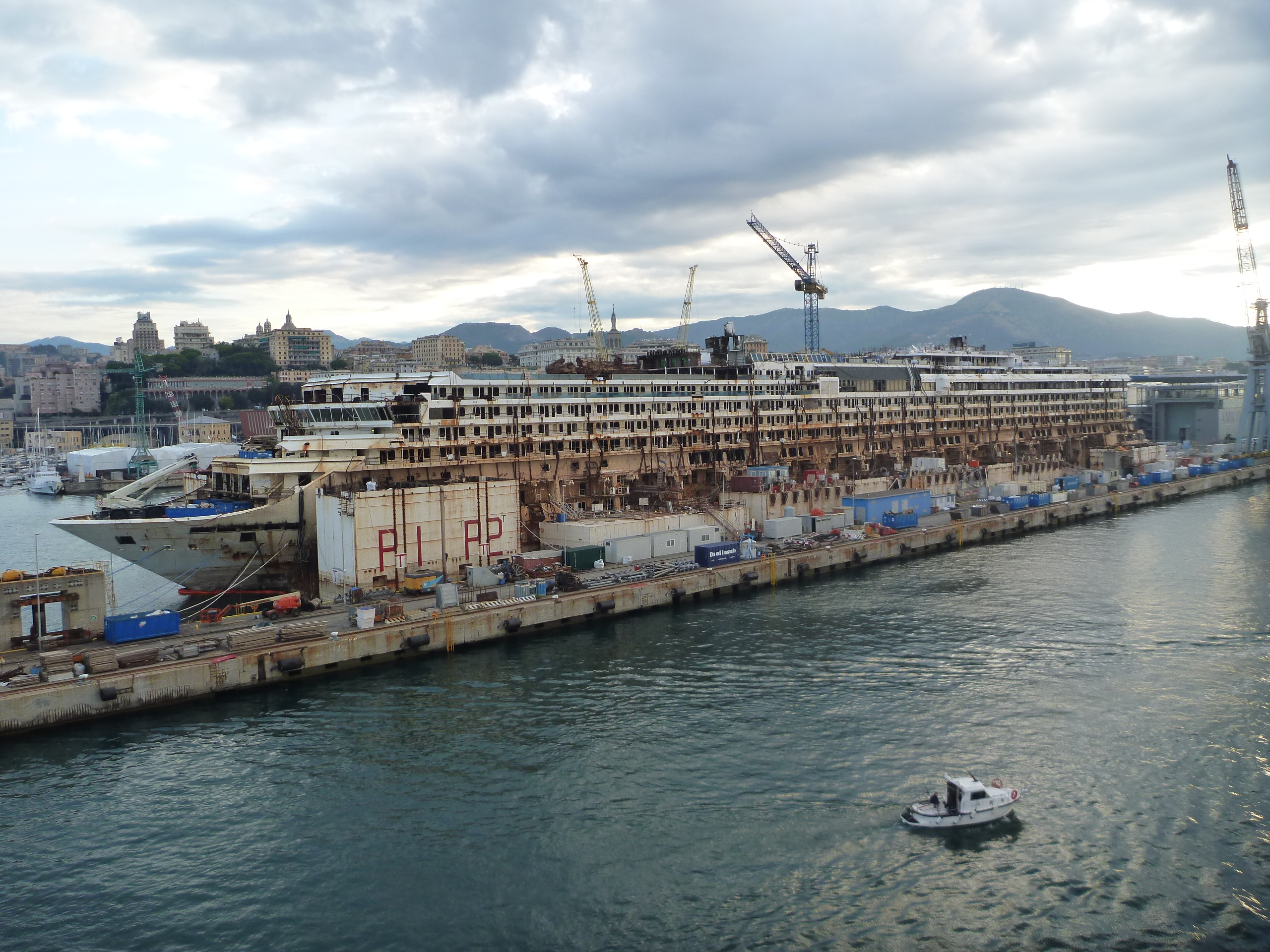
El Costa Concordia siendo desguazado el 12 de septiembre de 2015.
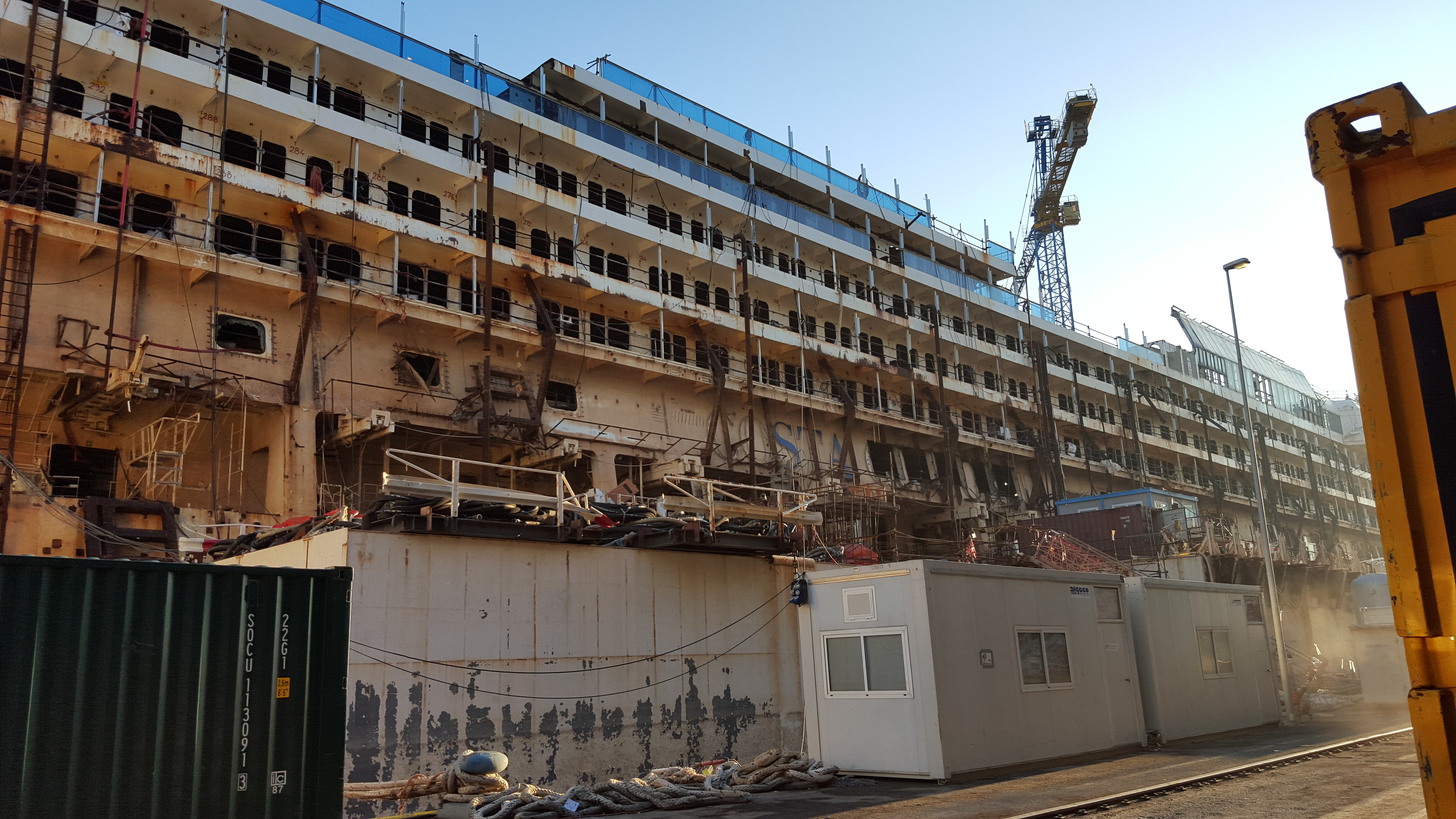
Desmantelando el  Costa Concordia, 8 de octubre de 2015

## En la cultura popular
En el barco se grabó el reality show Supermodelo 2008, emitido por la cadena de televisión española Cuatro.